# Jean-Claude Pascal
Jean-Claude Pascal, pseudonimo di Jean-Claude Villeminot (Parigi, 24 ottobre 1927 – Clichy, 5 maggio 1992), è stato un cantante, attore e stilista francese.

## Biografia
Figlio di un industriale e nipote di un grande sarto, Pascal ottenne una medaglia al valore combattendo nella 2ª Divisione corazzata francese contro i tedeschi durante la seconda guerra mondiale.
Dopo la guerra studiò alla Sorbona e il suo talento di disegnatore gli consentì di diventare uno stilista per Christian Dior. Entrò nel mondo dello spettacolo con la confezione dei costumi per la piece teatrale Don Juan, e apparve in una famosa edizione de la signora delle camelie portata in scena nel 1949 dall'attrice Edwige Feuillère. L'interesse per la recitazione e l'amicizia con l'attore Michel Auclair portarono Pascal a debuttare come attore cinematografico in Quattro rose rosse (1951). Elegante e dotato di grande charme, Pascal non tardò ad affermarsi, proseguendo la carriera con altri film come I tre ladri (1954) con Totò, Sissi, la favorita dello zar (1959), con Romy Schneider, e Angelica e il gran sultano (1968), con Michèle Mercier.
Parallelamente alla carriera di attore, all'inizio degli anni sessanta, Pascal entrò anche mondo della canzone come compositore e cantante di successo, vincendo l'Eurovision Song Contest 1961 per il Lussemburgo cantando Nous les amoureux. Tornò all'Eurofestival nel 1981 con C'est peut-être pas l'Amérique.

## Filmografia parziale
- Quattro rose rosse, regia di Nunzio Malasomma (1951)
- Anni perduti (Ils étaient cinq), regia di Jacques Pinoteau (1951)
- La grande rivale (Un Grand Patron), regia di Yves Ciampi (1951)
- La Forêt de l'adieu, regia di Ralph Habib (1952)
- La strega del Rodano (Le Jugement de Dieu), regia di Raymond Bernard (1952)
- Le plus heureux des hommes, regia di Yves Ciampi (1952)
- La tenda scarlatta (Le Rideau cramoisi), regia di Alexandre Astruc (1953)
- Un capriccio di Caroline chérie (Un caprice de Caroline chérie), regia di Jean-Devaivre (1953)
- I figli dell'amore (Les Enfants de l'amour), regia di Léonide Moguy (1953)
- Allarme a Sud (Alerte au sud), regia di Jean-Devaivre (1953)
- Le Chevalier de la nuit, regia di Robert Darène (1953)
- Rabbia in corpo (La Rage au corps), regia di Ralph Habib (1954)
- Versailles (Si Versailles m'était conté), regia di Sacha Guitry (1954)
- Il grande giuoco (Le Grand jeu), regia di Robert Siodmak (1954)
- I tre ladri, regia di Lionello De Felice (1955)
- Il figlio di Caroline chérie (Le Fils de Caroline chérie), regia di Jean-Devaivre (1955)
- Napoleone Bonaparte (Napoléon), regia di Sacha Guitry (1955) (non accreditato)
- Les Mauvaises rencontres, regia di Alexandre Astruc (1955)
- La primula azzurra dei bassifondi di Parigi (Milord l'Arsouille), regia di André Haguet (1955)
- Le Salaire du péché, regia di Denys de La Patellière (1956)
- La castellana del Libano (La Châtelaine du Liban), regia di Richard Pottier (1956)
- Le lavandaie del Portogallo (Les Lavandières du Portugal), regia di Pierre Gaspard-Huit e Ramón Torrano (1957)
- La casa sul fiume (Guinguette), regia di Jean Delannoy (1959)
- Pêcheur d'Islande, regia di Pierre Schoendoerffer (1959)
- La grana (Le Fric), regia di Maurice Cloche (1959)
- Sissi, la favorita dello zar (Die schöne Lügnerin), regia di Axel von Ambesser (1959)
- Les Arrivistes, regia di Louis Daquin (1960)
- Préméditation, regia di André Berthomieu (1960)
- La encrucijada, regia di Alfonso Balcázar (1960)
- L'appuntamento (Le Rendez-vous), regia di Jean Delannoy (1961)
- Il paladino della corte di Francia (La Salamandre d'or), regia di Maurice Régamey (1962)
- Le faux pas, regia di Antoine d'Ormesson (1965)
- Il papavero è anche un fiore (Poppies Are Also Flowers), regia di Terence Young (1966) (non accreditato)
- Las 4 bodas de Marisol, regia di Luis Lucia (1967)
- L'indomabile Angelica (Indomptable Angélique), regia di Bernard Borderie (1967) (non accreditato)
- Angelica e il gran sultano (Angélique et le sultan), regia di Bernard Borderie (1968)
- Unter den Dächern von St. Pauli, regia di Alfred Weidenmann (1970)